# Bedford–Stuyvesant

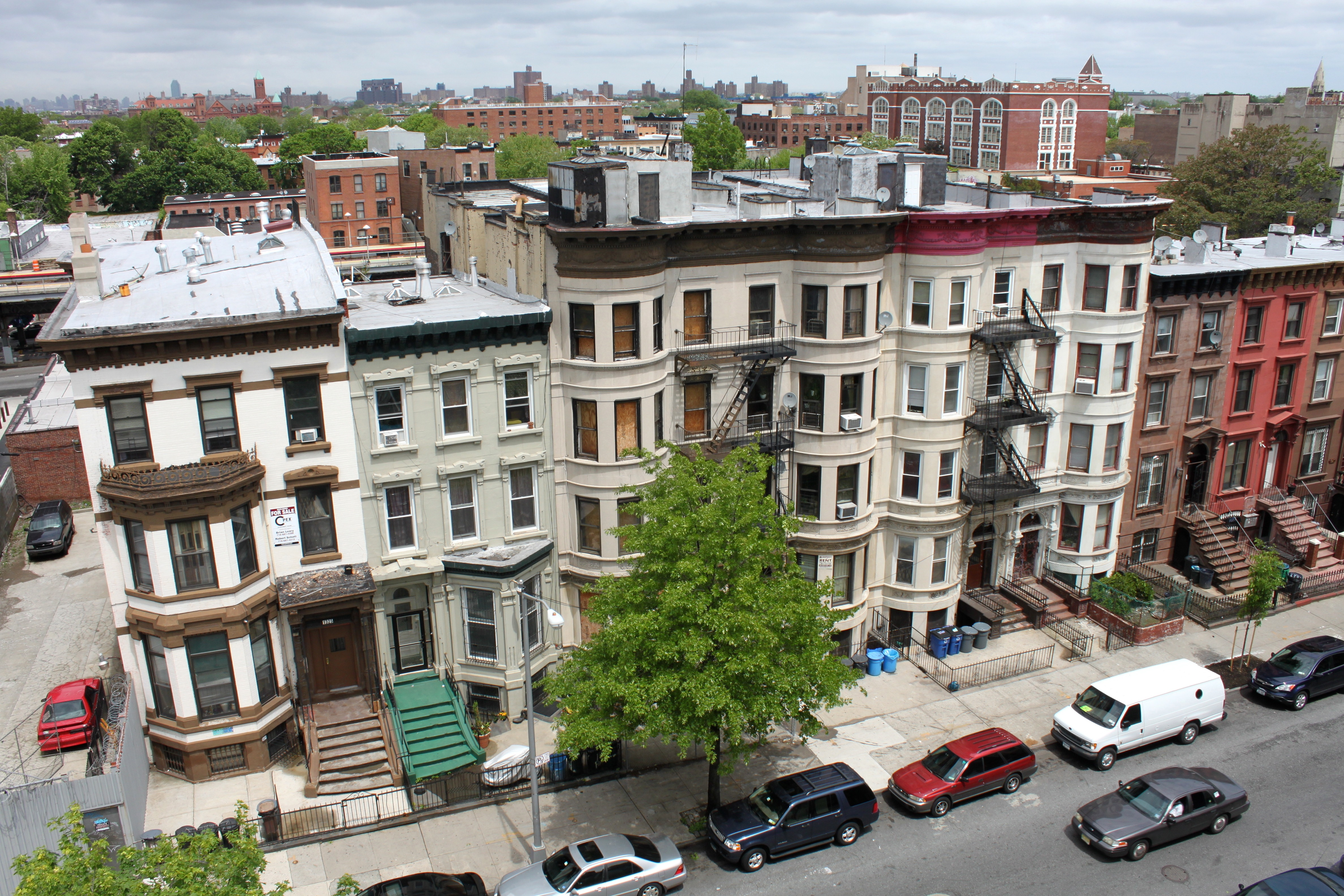
Blick auf Bed-Stuy

Bedford–Stuyvesant, umgangssprachlich auch Bed–Stuy, ist ein Stadtteil im Norden des Boroughs (Stadtbezirk) Brooklyn in New York City, USA. Bedford–Stuyvesant umfasst mit etwa 8800 vor 1900 erbauten Gebäuden den größten intakten Bestand viktorianischer Architektur in den Vereinigten Staaten. Der Stadtteil ist überwiegend von Afroamerikanern bewohnt.
In Bed–Stuy lebten laut US Census von 2020 auf einer Fläche von rund 8 km² (3,1 mi²) 191.868 Einwohner. Bedford–Stuyvesant bildet ohne das Viertel Ocean Hill den Brooklyn Community District 3, Ocean Hill ist Teil des Community Districts 16. Die Postleitzahlen sind 11205, 11206, 11216, 11221, 11233 und 11238. Bedford–Stuyvesant gehört zum 79. und 81. Bezirk des New York City Police Departments und wird kommunalpolitisch durch das 36. District im New York City Council vertreten.

## Geographie

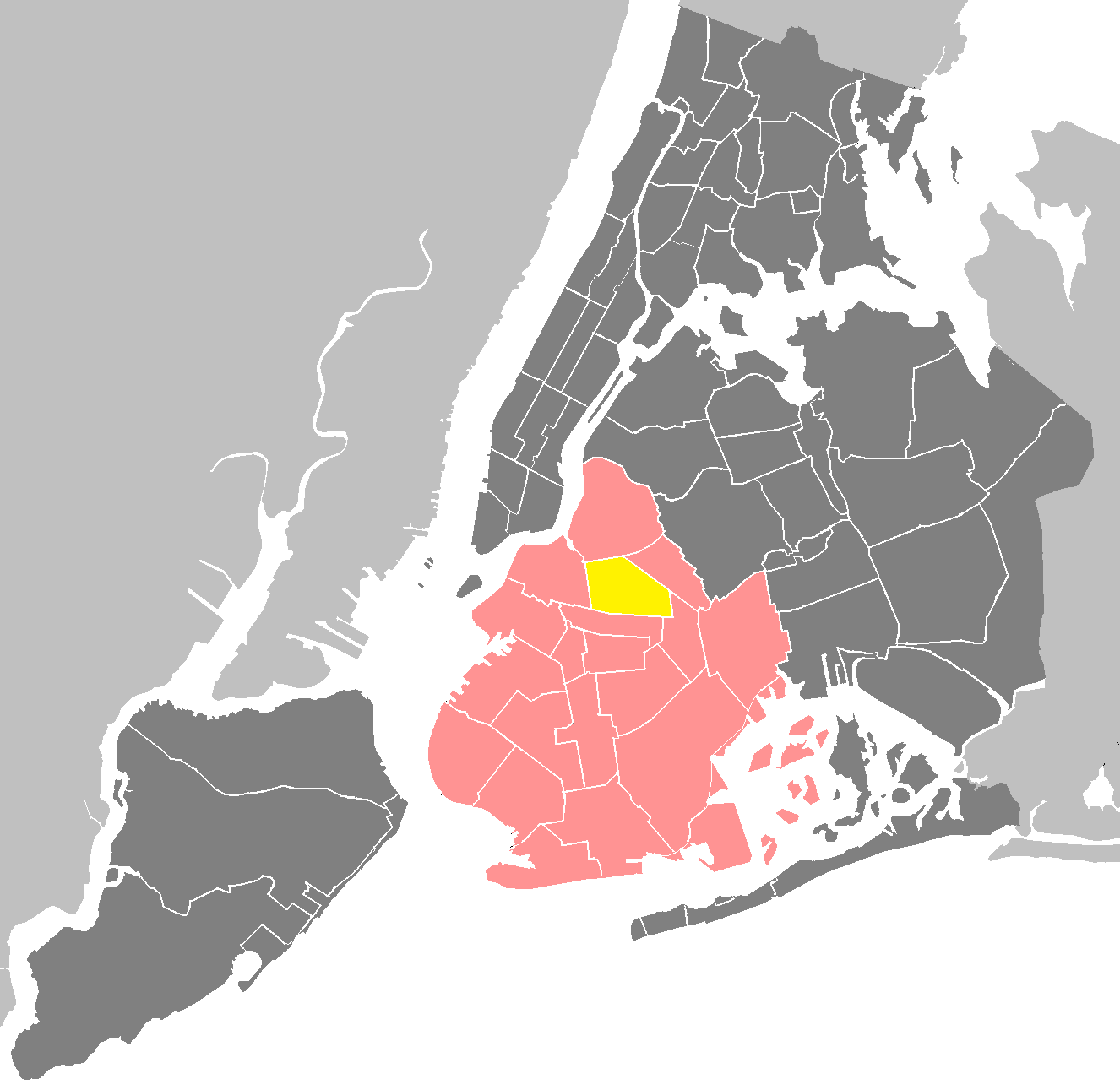
Karte der Stadtbezirke in New York; Bedford–Stuyvesant in gelb, das restliche Brooklyn in rot

Bedford–Stuyvesant liegt im Norden von Brooklyn und umfasst die drei kleineren Nachbarschaften Bedford, Stuyvesant Heights und Ocean Hill. Früher gehörte auch ein Teil vom westlich angrenzenden Clinton Hill zum Stadtteil. Weitere benachbarte Stadtteile sind nördlich Williamsburg, nordöstlich Bushwick, östlich East New York und südlich Crown Heights und Brownsville. Bedford–Stuyvesant wird begrenzt von der Flushing Avenue im Norden, der Classon Avenue im Westen, dem Broadway im Nordosten, der Atlantic Avenue im Süden und dem Eastern Parkway im Osten.

## Geschichte

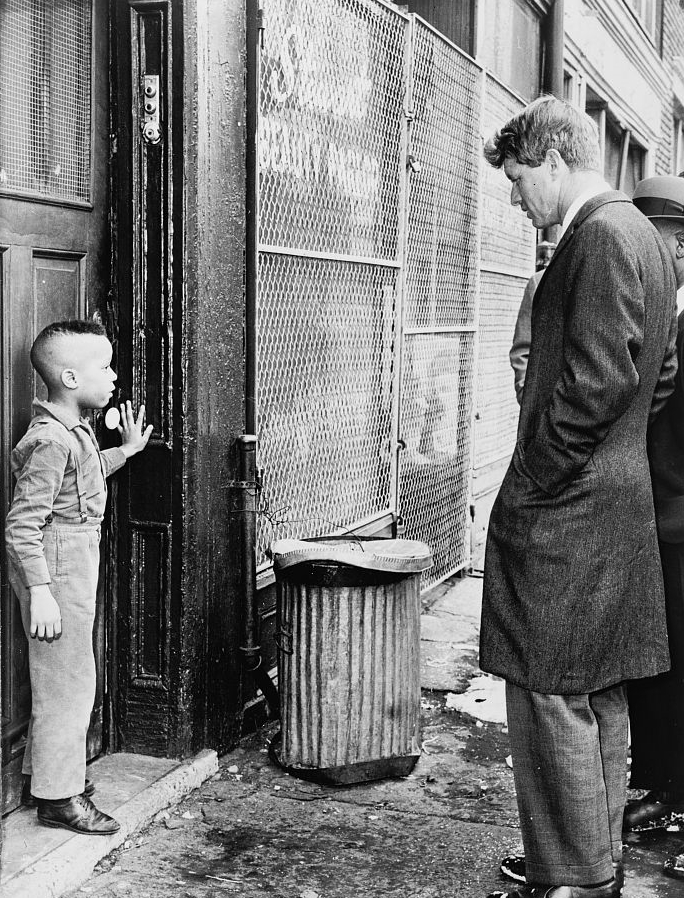
Robert F. Kennedy spricht mit einem Jungen in Bedford–Stuyvesant (1966)

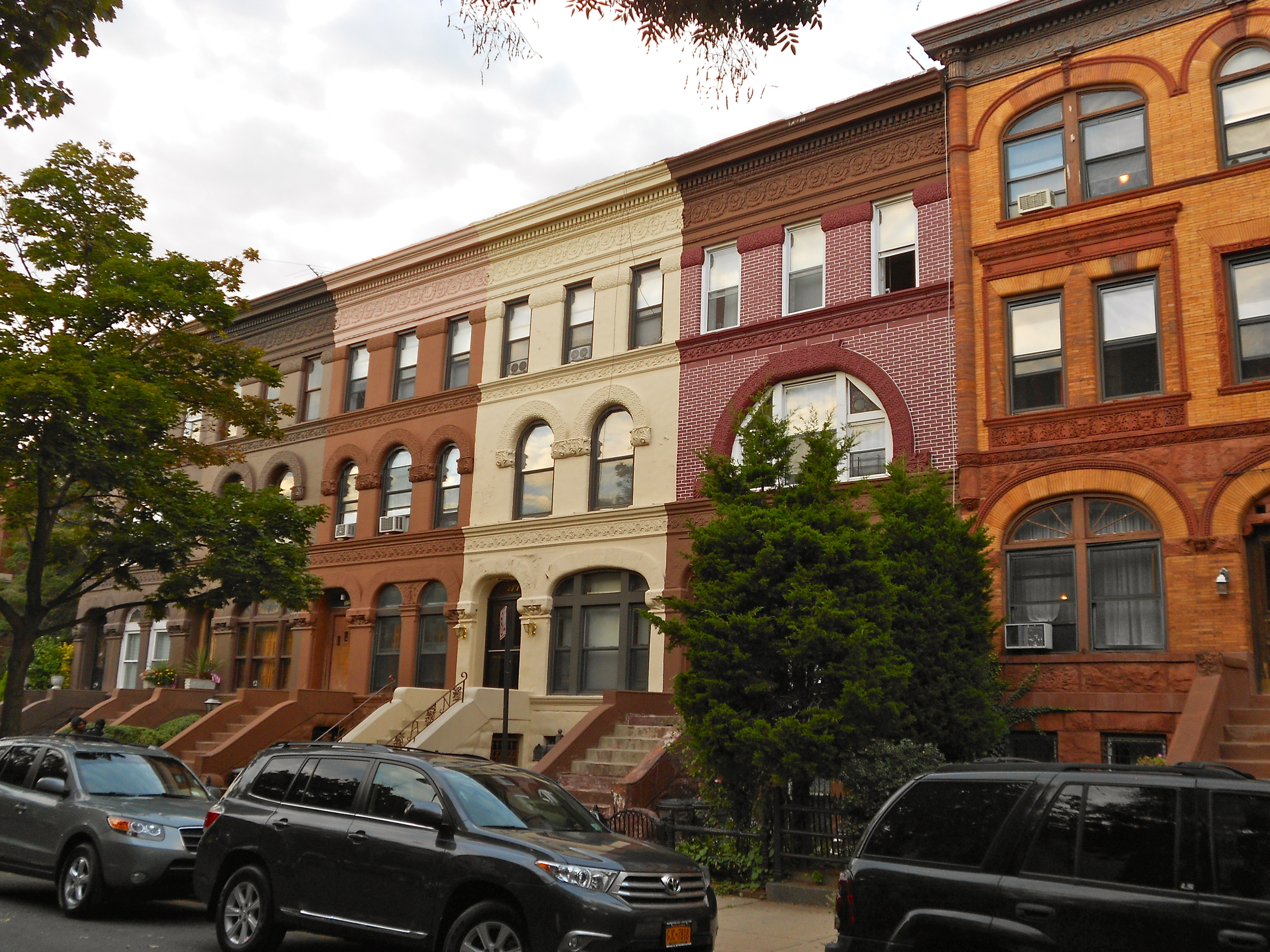
Häuserzeile in der Decatur Street im Stuyvesant Heights Historic District

Der Name des Stadtteils geht auf die beiden ehemaligen Villages und heutigen Bestandteile des Stadtteils, Bedford und Stuyvesant Heights, zurück. Letztere erhielten ihren Namen in Anlehnung an Peter Stuyvesant, den Generaldirektor von Nieuw Nederland.
Durch die Great Depression wandelte sich in den 1930er Jahren das Bild des Stadtteils von Wohnhäusern der Mittelschicht zu einer armen Einwohnerschaft, die zu großen Teilen aus Immigranten, unter anderem aus der Karibik, bestand. Zeitweise galten etwa 90 % der Wohnhäuser als renovierungsbedürftig. Die 1960er Jahre waren durch Aufstände, die durch soziale und ethnische Spaltung der Einwohnerschaft hervorgerufen wurden, geprägt. Teilweise wurde auch von Gang-Kriegen berichtet. Die Einwohner nahmen die überwiegend weiße Polizeibelegschaft als von Vorurteilen und Gewalt geprägt wahr. Unter Robert F. Kennedy als Senator für New York und mithilfe lokaler Aktivisten konnte die Bedford Stuyvesant Restoration Corporation zur weiteren Entwicklung des Stadtteils gegründet werden.
Etwa seit der Jahrtausendwende begann die Gentrifizierung im Stadtteil. Trotz der Großen Rezession setzte sich die Gentrifizierung seit den 2010er Jahren stetig fort; besonders davon betroffen waren Gebiete nördlich der Kreuzung Nostrand Avenue/Fulton Street und westlich der Fulton Street und Stuyvesant Avenue. Im Juni 2013 wurde 7 Arlington Place, der Schauplatz von Spike Lees Film Crooklyn aus dem Jahr 1994, für einen Preis von 1,7 Millionen US-Dollar verkauft. Dies wurde als Beispiel für den extremen Preisanstieg bei Immobilien im Stadtteil interpretiert.
2019 lag das Medianeinkommen pro Haushalt bei 61.186 US-Dollar (New York: 72.108 US-Dollar), wobei mit 23 % fast doppelt so viele Menschen unter der Armutsgrenze lebten wie im Rest der Vereinigten Staaten. In einem Haushalt lebten durchschnittlich 2,5 Menschen; 95 % der Wohngebäude waren Mehrparteienhäuser.
In Bedford–Stuyvesant wurde 1975 das Historic District Stuyvesant Heights Historic District ausgewiesen. Es umfasst 577 zwischen 1870 und 1900 erbaute Wohngebäude in 17 Blöcken. Es betrifft hauptsächlich zwei- bis dreigeschossige Reihenhäuser und die Kirchen Our Lady of Victory Church, Mount Lebanon Baptist Church und St. Phillip's Episcopal Church. Das District wurde 1975 im National Register of Historic Places aufgeführt und 1996 erweitert. Durch das am 16. April 2013 ausgewiesene Stuyvesant Heights Historic District fand eine Erweiterung des Historic Districts statt.

## Demografie
Im Jahr 2020 hatte das United States Census Bureau die statistischen Zählbezirke (Areas und Tracts) neu konfiguriert. Somit sind die vor 2020 erzielten Daten meist nicht mehr mit den ab 2020 erhobenen Daten vergleichbar, des Weiteren sind die Zählbezirke meist nicht deckungsgleich mit den Stadtteilgrenzen.
Laut Volkszählung von 2020 hatte Bedford–Stuyvesant in den genannten Grenzen 191.868 Einwohner bei einer Einwohnerdichte von 23.983 Einwohnern pro km². Im Stadtteil lebten 48.335 (25,2 %) Weiße, 86.828 (45,3 %) Afroamerikaner, 36.370 (19 %) Hispanics und Latinos, 8.389 (4,4 %) Asiaten, 2.742 (1,4 %) aus anderen Ethnien und 9.204 (4,8 %) aus zwei oder mehr Ethnien. Rund 10 % sind 65 oder älter, 20,4 % sind jünger als 18 Jahre. In den nicht deckungsgleichen Neighborhood Tabulation Areas (NTA) Bedford–Stuyvesant (West) und Bedford–Stuyvesant (East) des US Census wurden 2020 173.842 Einwohner erfasst.

## Persönlichkeiten
- Mike Tyson (* 1966), Boxer
- Lola Brooke (* 1994), Rapperin
- Joey Badass (* 1995), Rapper
- Chris Rock (* 1965) Komiker, Schauspieler
- Jay-Z (* 1969) Rapper

## Verkehr

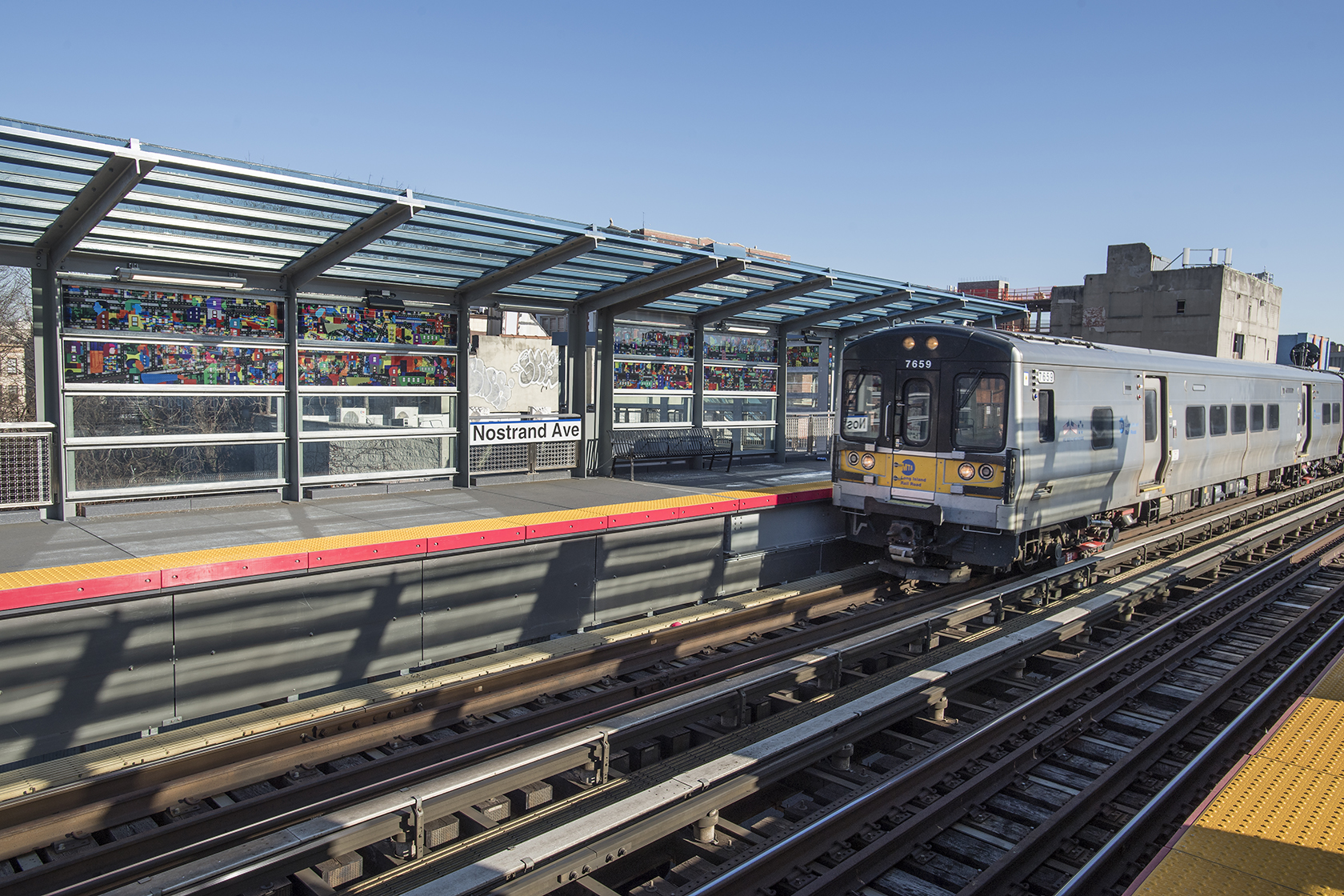
LIRR Station Nostrand Avenue

Durch Bedford–Stuyvesant verlaufen drei U-Bahnstrecken der New York City Subway. Im Nordwesten des Stadtteils fährt die 1937 erbaute Linie  der IND Crosstown Line die Stationen Classon Avenue, Bedford–Nostrand Avenues, Myrtle–Willoughby Avenues und Flushing Avenue an. Im Süden durchquert entlang der Fulton Street die 1936 in Betrieb genommene IND Fulton Street Line den Stadtteil. Sie bedient mit den Linien  und  die Stationen Franklin Avenue, Nostrand Avenue, Kingston–Throop Avenues, Utica Avenue und Ralph Avenue. Entlang des Broadways an der Grenze zu Bushwick verkehrt die BMT Jamaica Line mit drei Linien. Die  bedient die Stationen Flushing Avenue und Myrtle Avenue und führt weiter nach Ridgewood, Queens. Während die Linie  alle sechs Stationen Flushing Avenue, Myrtle Avenue, Kosciuszko Street, Gates Avenue, Halsey Street und Chauncey Street Station anfährt, bedient die Expresslinie  lediglich die Stationen Myrtle Avenue, Gates Avenue und Chauncey Street Station.
Die Eisenbahngesellschaft Long Island Rail Road (LIRR), die auf Long Island und in New York City drei Bahnlinien betreibt, bedient in Bed–Stuy die Station Nostrand Avenue. Die Abteilung MTA Regional Bus Operations der Metropolitan Transportation Authority (MTA) erschließt des Weiteren den Stadtteil mit mehreren Buslinien.